# Dover-Foxcroft (condado de Piscataquis)
Dover-Foxcroft es un lugar designado por el censo ubicado en el condado de Piscataquis en el estado estadounidense de Maine. En el Censo de 2010 tenía una población de 2.528 habitantes y una densidad poblacional de 113,36 personas por km².

## Geografía
Dover-Foxcroft se encuentra ubicado en las coordenadas 45°12′20″N 69°13′21″O / 45.20556, -69.22250. Según la Oficina del Censo de los Estados Unidos, Dover-Foxcroft tiene una superficie total de 22.3 km², de la cual 21.71 km² corresponden a tierra firme y (2.66%) 0.59 km² es agua.

## Demografía
Según el censo de 2010, había 2.528 personas residiendo en Dover-Foxcroft. La densidad de población era de 113,36 hab./km². De los 2.528 habitantes, Dover-Foxcroft estaba compuesto por el 93.83% blancos, el 0.2% eran afroamericanos, el 0.83% eran amerindios, el 3.44% eran asiáticos, el 0% eran isleños del Pacífico, el 0.28% eran de otras razas y el 1.42% pertenecían a dos o más razas. Del total de la población el 1.74% eran hispanos o latinos de cualquier raza.